# Mahonda
Mahonda est un village du Cameroun, rattaché à la commune de Nyanon, situé dans le département de la Sanaga-Maritime et la région du Littoral, situé sur la route qui lie Nonn à Kahn vers Dingom. 

## Population et développement
En 1967, la population de Mahonda était de 111 habitants, essentiellement des Bassa. La population de Mahonda était de 16 habitants dont 8 hommes et 8 femmes, lors du recensement de 2005.  